# Willebrord Snel van Royen
Willebrord Snel van Royen (Leiden, 1580 – aldaar, 30 oktober 1626), ook bekend onder zijn Latijnse naam Snellius, was een Nederlandse wis- en natuurkundige, humanist, taalkundige en astronoom. Hij was van 1613 tot zijn dood in 1626 hoogleraar wiskunde aan de Universiteit Leiden. Hij is vooral bekend door de naar hem genoemde wet van Snellius uit de optica.

## Leven

### Afkomst en jonge jaren
Willebrord Snel van Royen werd waarschijnlijk op 13 juni 1580 geboren als de zoon van Rudolph Snel van Royen (1546-1613), op dat moment als hoogleraar verbonden aan de Universiteit van Leiden, en Machteld Cornelisdochter, die uit een leidende familie in Oudewater stamde. Hij werd vernoemd naar zijn grootvader van vaderszijde. Willebrord was de oudste van drie kinderen. Zijn twee jongere broers stierven op jeugdige leeftijd. Met name het overlijden van zijn zestienjarige broer Jacob in 1599 moet een schok zijn geweest.

### Onderwijs
Hij volgde al vanaf jonge leeftijd het onderwijs in de school aan huis die zijn vader dreef aan het Pieterskerkhof. Daar leerde hij onder andere Latijn, Grieks en filosofie. Zijn vader was een groot aanhanger van de anti-Aristoteliaanse Franse humanist en hervormer Petrus Ramus.
In zijn studentenjaren maakte Snellius deel uit van de kring van begaafde studenten rond Scaliger, waar hij zijn kennis van de klassieke talen verder kon uitbreiden.
Daarnaast had Willebrord een grote belangstelling voor wiskunde. Hij werd een privéleerling van de wiskundige Ludolph van Ceulen, die in die jaren tevens verbonden was aan de door prins Maurits onder invloed van Simon Stevin in Leiden gestichte ingenieursschool.

### Studies in het buitenland
De jaren 1600 en 1601 bracht Snellius voornamelijk in het buitenland door. In 1600 bezocht hij Adriaan van Roomen in Würzburg. Na een periode in deze stad, reisden Van Roomen en Snellius samen naar Praag, waar Snellius kennis maakte met Tycho Brahe. Snellius werkte daar enige tijd als een van Brahes assistenten bij diens astronomische waarnemingen. Een andere assistent was Johannes Kepler. Aan deze periode kwam een einde toen Brahe in oktober 1601 overleed. Nog steeds in gezelschap van Van Roomen bezocht hij vervolgens geleerden in verschillende Frankische steden in het huidige Hessen en het noorden van Beieren, een streek waar zijn vader lang had gewoond: Joannes Praetorius in Altdorf, Michael Mästlin in Tübingen en Wilhelm Hatzfeld en Christophorus Vulteius in Hersfeld. In het voorjaar van 1602 was hij weer in Leiden. In 1603 bracht hij korte tijd in Parijs door om daar rechten te studeren. Ook daar had hij contact met verschillende wiskundigen. Hij werd echter al snel door zijn vader gevraagd om naar Hessen te reizen om zich daar onder bescherming te stellen van de plaatselijke vorst.

### Huwelijk en kinderen
In augustus 1608 trouwde hij met Maria de Langhe, een dochter van Janneke Symons en Laurens Adriaens de Langhe, een burgemeester van Schoonhoven. Een aanzienlijk familielid, Amelis van Rosendael, een zoon van de Goudse burgemeester Jan van Rosendael, was een generatie eerder met Aleijda de Langhe, een tante van Maria getrouwd. Het paar kreeg ten minste zeven kinderen, van wie er drie de volwassenheid bereikten. In de begrafenistoespraak wordt zelfs melding gemaakt van achttien kinderen. Waarschijnlijk werden hier de miskramen meegeteld.
Van de drie volwassen geworden kinderen bleven de twee zonen ongehuwd. Alleen Snellius' dochter Jannetgen (geboren in 1622) kreeg nageslacht. Zij werd in juni 1640 de tweede vrouw van de Rotterdamse burgemeester, Adriaen Adriaense Vroesen (rond 1611-1669) en kreeg vier kinderen. Haar oudste zoon Adriaen Vroesen (1641–1706) was de initiator van een in Rotterdam gebouwd planetarium. Naar deze familie is het nog steeds bestaande Vroesenpark genoemd.

### Overlijden
Willebrord Snellius stierf op 30 oktober 1626 in Leiden en werd begraven in de Pieterskerk. De begrafenistoespraak werd uitgesproken door Snellius' collega, de oorspronkelijk uit Schotland afkomstige hoogleraar in de natuurwetenschappen Gilbertus Jacchaeus. Deze toespraak is bewaard gebleven in de universiteitsbibliotheek van de Universiteit van Utrecht en bevat veel informatie over Snellius' leven.

#### Grafsteen en epitaaf
In de Pieterskerk in Leiden bevindt zich de grafsteen van Snellius en zijn vrouw. De tekst erop luidt:
Hier leggen begraven Mr Willebrordus Snellius, in sijn leven professor matheseos, sterf op den 30 Octobris 1626, en de Maria de Lange sijne huisvrouwe sterf op den 11 Novembrius 1627
In de muur van de kerk bevindt zich ook een stenen epitaaf voor het echtpaar Snel van Royen.

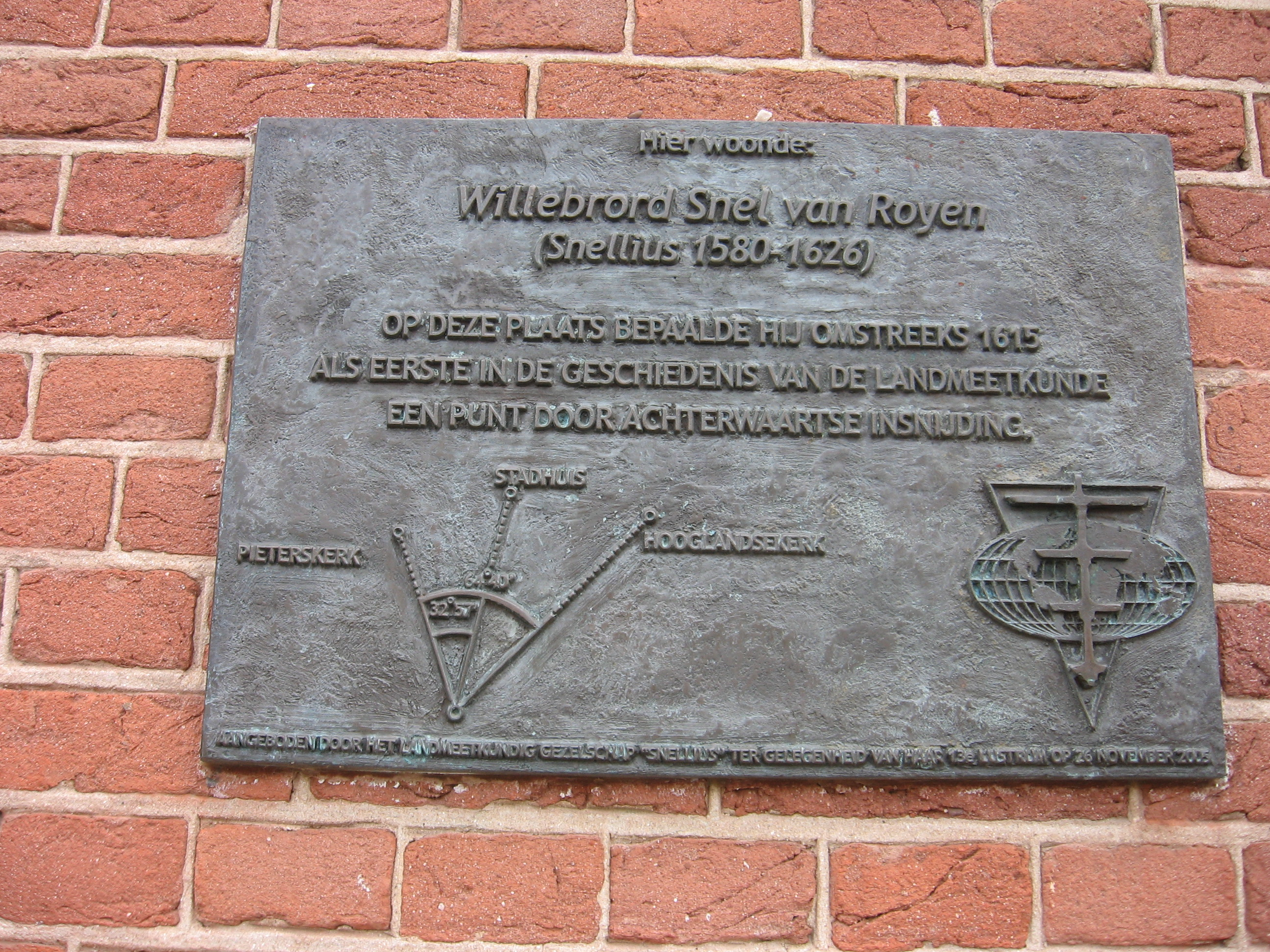
Gedenkplaat op Snellius' huis in Leiden

## Werk
Willebrord Snel van Royen volgde in 1613 zijn vader, Rudolph Snel van Royen, op als hoogleraar wiskunde aan de Universiteit Leiden. Hij publiceerde een groot aantal boeken op het gebied van de zuivere en toegepaste wiskunde, over landmeetkunde, navigatie, hydrografie en astronomie. Ook maakte hij vertalingen in het Latijn en gaf hij werken van andere geleerden uit.

### Landmeetkunde

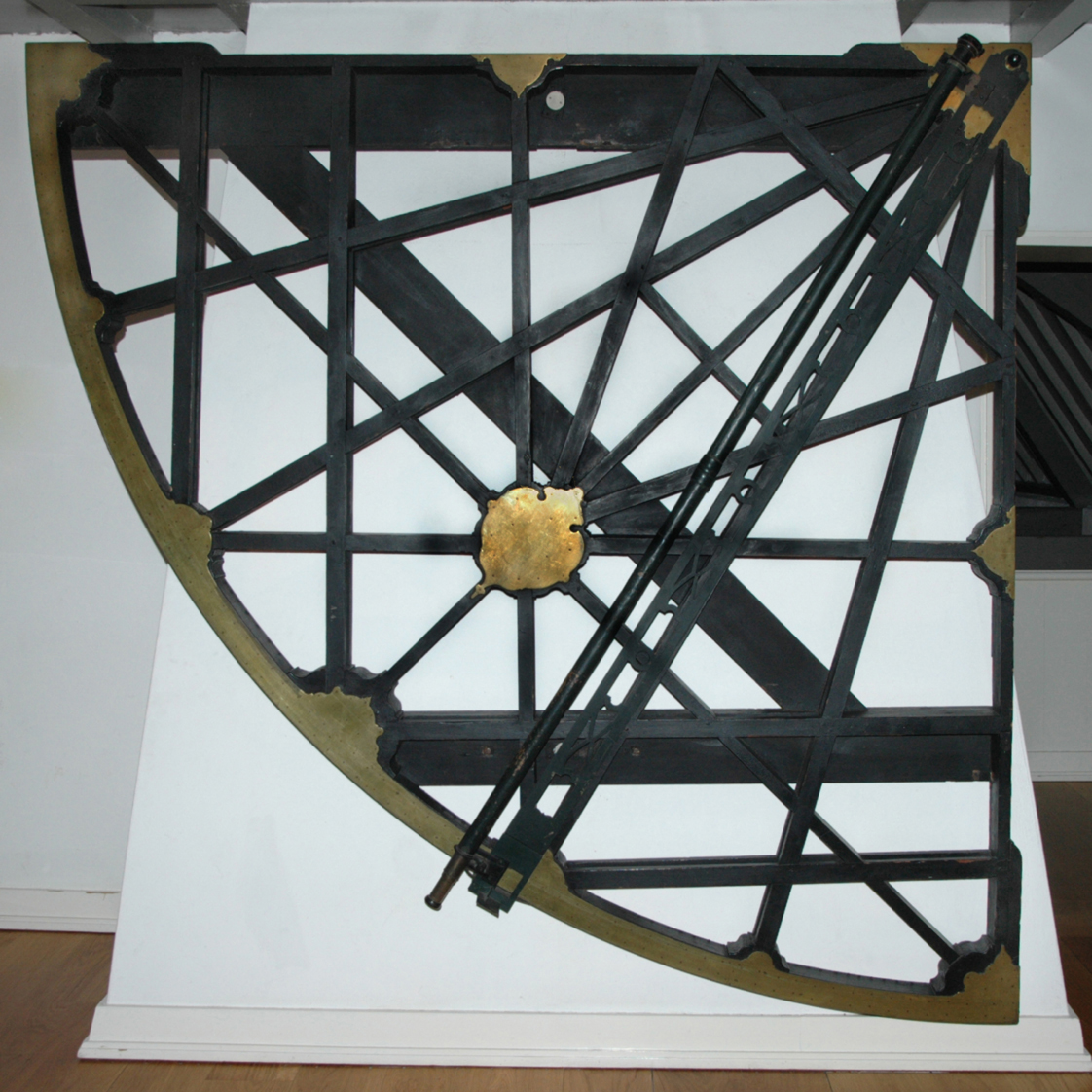
Kwadrant van Snellius
Afbeelding: Rijksmuseum Boerhaave, Leiden

In 1615 was Snellius, na het werk van Eratosthenes in het Ptolemeïsche Egypte van de 3e eeuw v.Chr., waarschijnlijk weer de eerste om met behulp van triangulatie (driehoeksmeting) een grootschalige graadmeting uit te voeren om de omtrek van de aarde te bepalen. Hij kreeg daarbij steun van twee van zijn studenten, de Oostenrijkse baronnen Erasmus en Casparus Sterrenberg. Ook kreeg hij in verschillende steden hulp van bevriende regenten. In zijn werk De terrae ambitûs vera quantitate (1617) beschrijft Snellius onder de auteursnaam ("De Nederlandse Eratosthenes") zijn methode en komt hij tot een schatting van de afstand van 28.500 Rijnlandse roeden, 107,37 km in moderne eenheden, voor een breedtegraad. 360 keer 107,37 geeft dan een omtrek van 38.653 kilometer van de aarde. De werkelijke omtrek bedraagt 40.075 kilometer. Snellius onderschatte de omtrek van de aarde dus met 3,5%. Dit experiment is succesvol herhaald door het televisieprogramma Jekels Jacht, gepresenteerd door Diederik Jekel en uitgezonden door de NTR.
Snellius kwam tot zijn resultaat door de afstand tussen hoge punten in het vlakke westen en zuidwesten van Nederland te berekenen met behulp van driehoeksmeting. 
De zijden van de driehoeken werden berekend met behulp van een ijzeren ketting. Voor de nauwkeurige berekening van de hoeken liet Snellius een metersgroot koperen  kwadrant maken met een gradenverdeling in twee booggraden; dit is gelijk aan een dertigste graad. Hierdoor bepaalde hij omstreeks 1622 de omtrek van de aarde tot op slechts 3,5% nauwkeurig.
Deze kwadrant is te bezichtigen in het Rijksmuseum Boerhaave. In totaal werden er in een netwerk van veertien steden 53 driehoeksmetingen uitgevoerd. Snellius maakte bij zijn metingen gebruik van de methode van de achterwaartse snijding.
De door Snellius gebruikte hoge punten waren noodzakelijkerwijs bijna allemaal kerktorens. Verder waren er in zijn tijd nauwelijks hoge gebouwen. In globale volgorde van noord naar zuid en zoveel mogelijk de opeenvolgende meetpunten volgend: Alkmaar: Sint-Laurenskerk; Haarlem: Sint-Bavokerk; Leiden: een toen nieuw deel (uit 1599) van de stadsmuur; Den Haag: Sint-Jacobskerk; Amsterdam: Oude Kerk; Utrecht: Dom van Utrecht; Zaltbommel: Sint-Maartenskerk; Gouda: Sint-Janskerk; Oudewater: Sint-Michaëlskerk; Rotterdam: Laurenskerk; Dordrecht: Grote Kerk; Willemstad: Koepelkerk; Bergen op Zoom: Sint-Gertrudiskerk; Breda: Onze-Lieve-Vrouwekerk.
De werkelijke afstand tussen de twee meetpunten in Alkmaar en Breda, twee plaatsen die op twee centigraden na op een afstand van 1 graad op de meridiaan liggen, bedraagt 116,1 kilometer. Het verschil in breedtegraden tussen Alkmaar (52° 37′ 57″ NB) en Breda (51° 35′ 20″ NB) bedraagt in het decimale stelsel uitgedrukt 1,0436 graad. Aangenomen dat Snellius hiervoor corrigeerde moet hij een afstand van 1,0436 * 107,37 = 112,05 kilometer tussen de Sint-Laurenskerk in Alkmaar en de Onze-Lieve-Vrouwekerk in Breda hebben berekend.

### Vertaalwerk
Naast zijn andere werk hield Snellius zich ook bezig met vertalingen, commentaren en het voorbereiden van edities van het werk van anderen. Zo vertaalde hij het hoofdwerk van de principieel alleen in het Nederlands schrijvende Simon Stevin, de Wisconstighe gedachtenissen, in het Latijn. Het verscheen in 1608 onder de titel Hypomnemata mathematica en werd zo toegankelijk voor niet-Nederlands sprekenden. Later tussen 1615 en 1619 vertaalde hij ook werk van zijn overleden leermeester Ludolph van Ceulen van het Nederlands in het Latijn. Dit werd deels bekostigd door diens weduwe.
Ook becommentarieerde hij werken van Ramus en bereidde hij nieuwe edities van diens werk voor. Onder invloed van zijn vader had ook Snellius Ramus hoog zitten. Dit blijkt onder andere uit onderstaand citaat uit een brief die Snellius in 1607 aan zijn vader schreef:

Omdat U mij van jongs af aan hebt gestimuleerd mijzelf volledig aan een leven van studie te wijden, en omdat U mij hebt aangespoord door te zetten toen ik aarzelde, was niets voor mij belangrijker dan om zeer aandachtig de exactheid, helderheid en beknoptheid in de bewijzen van de Antieken te onderzoeken door gebruik te maken van uw voorschriften, als regels en normen, omdat uw Apollo [Ramus] hier resoluut op aandrong in zijn 'Prooemium Mathematicum'.

### Wiskunde

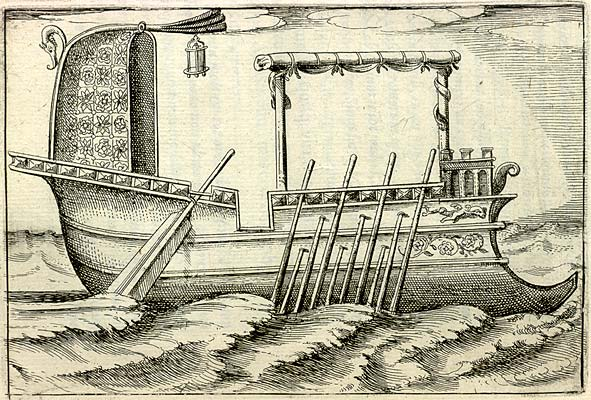
Illustratie uit Tiphys Batavus.

Snellius was een vooraanstaand wiskundige. Zijn werk op wiskundig gebied is meerledig. Zo besteedde in de jaren rond 1607 veel tijd aan de reconstructie van de boeken van Apollonius van Perga. Hierbij was zowel een diepgaande kennis van de klassieke talen als van de wiskunde nodig, een relatief zeldzame combinatie van kennis, waar Snellius als een van de weinigen in ruime mate over kon beschikken. Een samenvatting van de inhoud van het werk van Apollonius over loci (meetkundige plaatsen) in het vlak was bewaard gebleven in het werk van de ongeveer zeshonderd jaar later levende Pappos van Alexandrië. In 1607 publiceerde Snellius twee van deze boeken onder een Griekse titel die in het Nederlands vertaald als volgt luidt: De weer tot leven gebrachte meetkunde van het snijden van een ratio en van een oppervlak. In 1608 verscheen zijn Apollonius Batavus, een reconstructie van een derde werk van Apollonius. Verder werk van Snellius op dit gebied is nooit gepubliceerd en is later verloren gegaan.
Ook was hij actief op het gebied van het berekenen van pi. Zo vond hij een verbetering van de klassieke methode en kon hij zo het getal pi tot op 7 cijfers nauwkeurig berekenen. Hij maakte daarbij gebruik van veelhoeken met 96 zijden. In zijn berekening van het getal pi tot op 35 cijfers nauwkeurig maakte Van Ceulen gebruik van veelhoeken met 230 zijden. Snellius was de eerste die de resultaten van zijn leermeester in een van zijn boeken publiceerde.
In zijn boek de Tiphys Batavus uit 1624 bestudeerde Snellius de navigatie op zee. Het werk bestaat uit een theoretisch wiskundig gedeelte, waarin hij onder andere de loxodroom bestudeert, en een tweede deel dat zich bezighoudt met praktische toepassingen.

### Optica
In 1621 ontdekte hij de wet van Snellius, een natuurwet uit de optica die aangeeft hoe lichtstralen gebroken worden op de overgang van het ene medium naar het andere, bijvoorbeeld van lucht naar water. De wet van Snellius is de basis van de meetkundige optica. Hij publiceerde dit resultaat echter niet. Pas in 1703 raakte dit bekend toen Christiaan Huygens Snellius' resultaten in zijn Dioptrica publiceerde. Er is nog wel een manuscript bewaard gebleven waarin Snellius een eerste schets geeft voor een geplande verhandeling over de optica. Dit manuscript wordt bewaard in de universiteitsbibliotheek van de Universiteit van Amsterdam.
Pas veel later bleek dat de Engelsman Thomas Harriot de ontdekking van deze wet reeds voor 1601 of in 1602 deed op basis van niet gepubliceerde experimenten in voorgaande jaren. Beide heren maakten bij hun ontdekking waarschijnlijk in belangrijke mate gebruik van later verloren gegane hellenistische geschriften uit de 3e en de 2e eeuw voor Christus.
In 1637 publiceerde de in Holland levende Fransman Descartes deze wet, hoewel hij bekend was met de manuscripten van Snellius, zonder bronvermelding in zijn Discours de la Méthode.

### Astronomie
In 1618 en 1619 schreef Snellius twee werken op astronomisch gebied. In zijn Observationes Hassiacae (1618) maakte hij gebruik van waarnemingen door anderen, waaronder Tycho Brahe en Jost Bürgi. Naar aanleiding van een in november 1618 verschenen komeet gaf hij in 1619 zijn Descriptio Cometae uit. Hierin maakt hij gebruik van eigen waarnemingen. In dit boekje doet Snellius geheel in de stijl van Ramus een felle aanval op Aristoteles. Hij benadrukt hoe schadelijk het wel zal zijn voor de ontwikkeling van de natuurwetenschap als men zoveel gewicht blijft toekennen aan de opvattingen van Aristoteles. Ondanks deze kritiek op Aristoteles was Snellius geen aanhanger van Copernicus' heliocentrisch systeem. Hij bleef vasthouden aan een systeem met de Aarde in het centrum.

## Nagedachtenis
Ter herinnering aan zijn betekenis voor de hydrografie werden in 1929, 1952 en 2003 hydrografische opnemingsvaartuigen van de Dienst der Hydrografie naar hem vernoemd. Vanwege zijn wiskundige achtergrond en met een knipoog naar zijn achternaam is de Nederlandse Nationale Supercomputer Snellius naar hem vernoemd.

## Publicaties

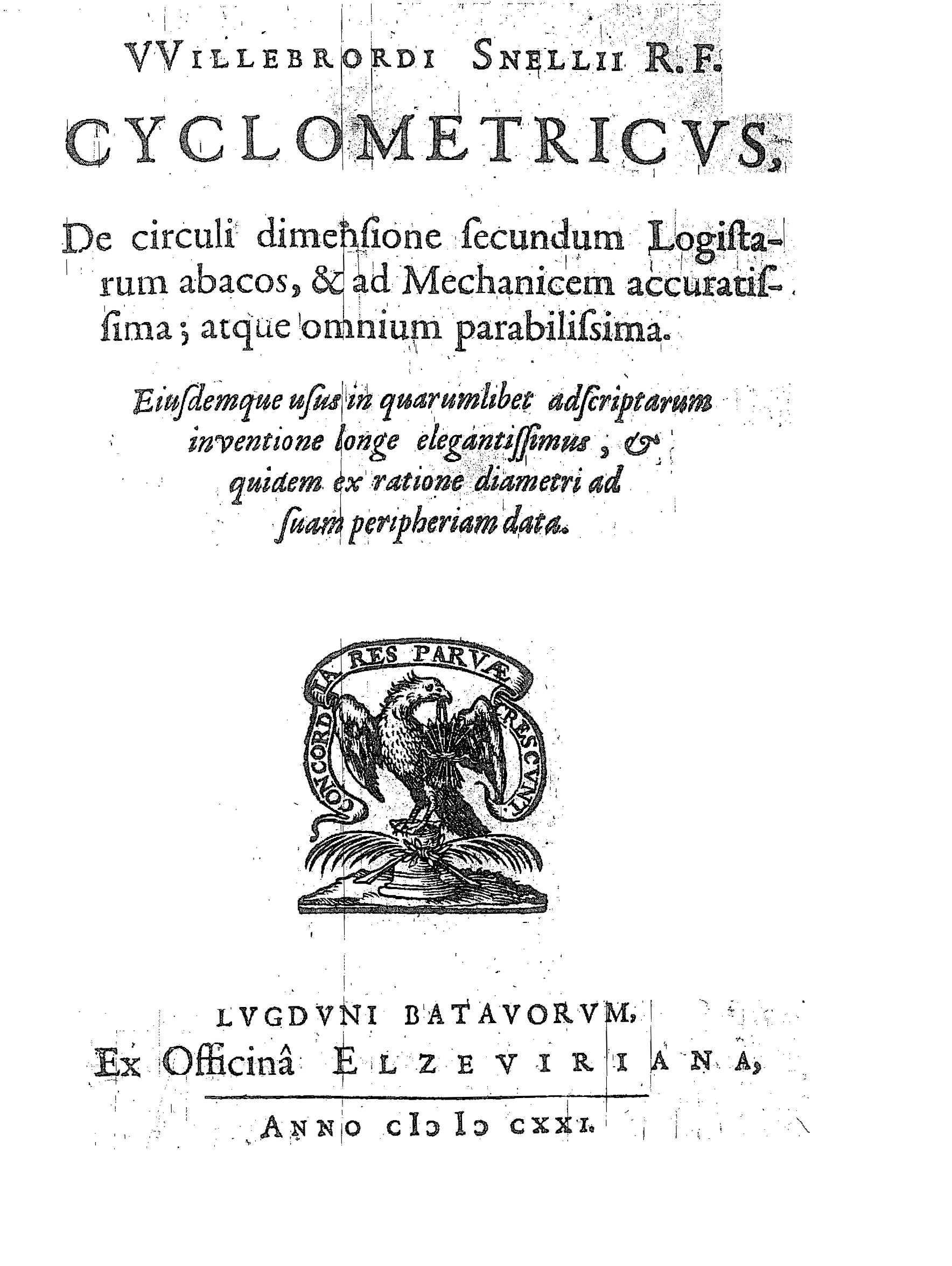
Cyclometricus, 1621

- Eratosthenes Batavus ("De Bataafse Eratosthenes"), 1617
- Cyclometria sive de circuli dimensione, 1621
- Tiphys Batavus, 1624
- Editeur van Coeli et siderum in eo errantium observationes Hassiacae, 1618 met de astronomische waarnemingen van landgraaf Willem IV van Hessen-Kassel.
- Doctrina triangulorum, 1627 over trigonometrie, postuum uitgegeven